# Charlotte Mineau
Charlotte Mineau (24 de março de 1886 — 12 de outubro de 1979) foi uma atriz norte-americana da era do cinema mudo. Ela apareceu em 65 filmes entre 1913 e 1931.